# George Dunton Widener
George Dunton Widener (16 de junho de 1861 – 15 de abril de 1912) foi um empresário e bancário Norte-Americano da abastada família Widener que detinha, muito provavelmente, a maior fortuna da Filadélfia na altura.
Widener viajava no RMS Titanic quando o navio colidiu com um iceberg, tendo falecido ao permanecer no navio enquanto este afundava.

## Biografia

### Juventude
Nascido na Filadélfia a 16 de junho de 1861, George Widener era o filho mais velho de Hannah Josephine Dunton (1836-1896) e do magnata Peter A. B. Widener (1834-1915). O seu pai fazia parte da direção do banco que controlava a International Mercantile Marine, a companhia proprietária da White Star Line.
Começou a sua vida profissional numa mercearia, juntando-se à atividade empresarial do seu pai. Adquiriu uma dúzia de companhias de transportes (nomeadamente, gerindo a rede de elétricos da região da Filadélfia), e era diretor de bancos, companhias de eletricidade e de construção civil — era proprietário da empresa responsável pela construção do Hotel Ritz-Carlton, na Filadélfia. Widener interessava-se, também, por filantropia, dirigia a Academia de Belas-Artes da Filadélfia, e era membro de muitos clubes sociais como o Philadelphia Country Club.
George frequentava a Igreja Episcopal de St Paul, em Elkins Park.

### Casamento
Casou-se, a 1 de novembro de 1883, com Eleanor Elkins, filha de William Elkins, um dos parceiros de negócios do seu pai. O casal teve três filhos: Harry Elkins Widener (1885-1912), George Dunton Widener Jr. (1889-1971) e Eleanor Widener (1891-1953).
Quando o seu pai se mudou para a mansão de Lynnewood Hall em Elkins Park, George, Eleanor e os seus filhos mudaram-se com ele. Viveram aí durante, pelo menos, nove anos, sob a serventia de dúzias de empregados.

### A bordo do RMSTitanic
Em 1912, o casal viajou até Paris, França com o filho, Harry, com o objetivo de encontrar um novo chef para o novo hotel de Widener, o Ritz-Carlton. Na viagem de regresso para os Estados Unidos, a família reservou bilhetes no novo transatlântico da White Star Line, o RMS Titanic, que iria realizar a sua viagem inaugural com destino a Nova Iorque. Embarcaram o navio em Cherbourg, na tarde do dia 10 de abril de 1912, acompanhados dos criados Edwin Keeping e Emily Geiger. Os Wideners viajavam em Primeira Classe, ocupando os quartos C-80 e C-82.
Na tarde do dia 14 de abril, Widener e a esposa estavam na promenade coberta de Primeira Classe conversando com J. Bruce Ismay, o diretor da White Star Line quando o Capitão Edward John Smith os interrompeu para entregar a Ismay um aviso acerca de icebergs que lhes havia sido transmitido pelo RMS Baltic. Ao final da tarde, os Wideners convidaram o Capitão para jantar no Restaurante À la Carte do navio, e foram acompanhados por John B. Thayer e a Sra. Thayer, Archibald Butt, Clarence Moore e William Carter e a sua esposa Lucile. O Capitão retirou-se um pouco antes das 21:00h, e os homens retiraram-se para a Sala de Fumo. Ainda aí estavam, conversando, pelas 23:40h, quando o navio colidiu com um iceberg, o que levou ao naufrágio do navio.
Quando os oficiais começaram a preparar os botes salva-vidas para serem lançados ao mar com os passageiros, George e Harry acompanharam Eleanor até ao Bote 4. Segundo o critério "mulheres e crianças primeiro", ambos permaneceram no navio. Algum tempo mais tarde, o Coronel Archibald Gracie avistou George e Harry Widener conversando com John B. Thayer — a Sra. Thayer salvou-se, também, a bordo do Bote 4 — enquanto o navio afundava.
Esta tratou-se da última vez que George Dunton Widener foi avistado, vivo ou morto. O seu corpo nunca foi encontrado ou, se o foi, nunca foi identificado.